# Ryō Hirohashi
Ryō Hirohashi (広橋 涼, Hirohashi Ryō), née Ryō Hirohashi (廣橋 涼, Hirohashi Ryō) le 5 août 1978 à Nagaoka, est une seiyū japonaise affiliée avec Aoni Production.

## Filmographie

### Cinéma
- 2002 : Ailes grises : Rakka
- 2006 : Chô gekijô-ban Keroro gunsô : Koyuki Azumaya (Voix)
- 2007 : Clannad : Kyou Fujibayashi (Voix)
- 2012 : Sutoraiku uicchîzu: Gekijouban : Luciana Mazzei
- 2019 : My Hero Academia: Heroes Rising

### Télévision

#### Séries télévisées
- 2002 : Gun Frontier : Hana
- 2002 : Kinnikuman nisei : Dorothy
- 2002 : Saint Seiya - Les chevaliers du zodiaque chapitre Hades: Le sanctuaire : Onna no ko
- 2003 : Chô robot seimeitai Transformer: Micron densetsu : Child
- 2003 : Mahô shôjo Tai Alys : Alys (2003-) (Japanese version, voice)
- 2003 : One Piece : Isoka
- 2003 : Sonic X : Tails
- 2003-2004 : Kaleido Star : Sora Naegino
- 2004 : Eria 88 : Kim Aba
- 2004-2005 : Keroro gunsô : Koyuki Azumaya
- 2005 : Aria: The Animation : Alice / Anita
- 2005 : Majikaru Kanan : Chihaya Hiiragi
- 2005 : Pani poni dasshu! : Suzune Shiratori
- 2005 : SoltyRei : Integra Martel
- 2005 : Xenosaga: The Animation : Kirschwasser
- 2006 : Aria the Natural : Alice
- 2006 : Coyote Ragtime Show : Franca
- 2006 : Kagihime monogatari: Eikyû arisu rondo : Nami Narumi
- 2006 : Project Blue Chikyû SOS : Lotta Brest
- 2006 : Seiyû ryokôsha e yôkoso. : Elle-même
- 2006-2017 : Gintama : Soyo-hime / Princess Soyo
- 2007 : Banbû brêdo : Tamaki Kawazoe
- 2007 : Romio x Jurietto : Antonio
- 2007 : Seirei no moribito : Saya
- 2007 : Shainingu tiâzu kurosu windo : Elwing
- 2007 : Sukecchi bukku: Furu karâzu : Hiyori Kasugano
- 2007-2008 : Baccano! : Chane Laforet
- 2007-2008 : Clannad : Kyou Fujibayashi
- 2008 : Akane-Iro ni Somaru Saka : Nagomi Shiraishi
- 2008 : Aria the Origination : Alice
- 2008 : Seiyû ryokôsha e yôkoso 2. : Elle-même
- 2008-2009 : Clannad After Story : Kyou Fujibayashi / Seito
- 2009 : Akikan! : Misaki Miyashita / Misaki
- 2009 : Kanamemo : Yume Kitaoka
- 2009 : Natsume Yūjinchō : Sasafune
- 2009 : Pandora Hearts : Zwei / Echo
- 2009 : Taishô yakyû musume. : Tamaki Ishigaki
- 2010 : Ichiban ushiro no daimaou : Lily Shiraishi
- 2010 : Iron Man : Young Sho
- 2010 : Katanagatari : Pengin Maniwa
- 2010-2015 : Working!! : Aoi Yamada
- 2011 : My Ordinary Life : Ma-chan
- 2012 : Hyouka : Mamiko Senoue
- 2012 : Nazo no Kanojo X : Ayuko Oka
- 2012 : Shainingu Hatsu: Shiawase no Pan : Lana / Rouna (Voix)
- 2013 : Gundam Build Fighters : Susumu Sazaki
- 2014 : Gugure! Kokkuri-san : Kohina Ichimatsu
- 2014-2016 : Sailor Moon Crystal : Luna
- 2015 : Durarara!!x2 : Masaomi Kida (young)
- 2015 : Eikoku ikka, Nippon o taberu : Asgâ (Voix)
- 2015 : God Eater : Kanon Daiba
- 2016-2017 : Boku no Hero Academia : Minoru Mineta

#### Téléfilms
- 2012 : Mahou tsukai nara miso o kue : Manuela Benchétrit

### Jeux Vidéo
- 2003 : Sonic Heroes : Tails
- 2004 : Sonic Battle : Tails
- 2004 : Sonic Advance 3 : Tails
- 2017 : Xenoblade Chronicles 2 : Pandoria (Japonais : Saika)
- 2021: Guardian Tales : Lahn
- 2022 : Goddess of Victory : Nikke : Mast